# الغنوصية في العصر الحديث
تشمل الغنوصية في العصر الحديث (أو الغنوصية الجديدة) مجموعةً متنوعةً من الحركات الدينية المعاصرة التي تنبثق من الأفكار والنظم الغنوصية التي نشأت في المجتمع الروماني القديم. والغنوصية اسم قديم يطلق على مجموعة متنوعة من المعتقدات والنظم الدينية، نشأت في الأوساط اليهودية-المسيحية خلال القرنين الأول والثاني للميلاد.
يشكل المندائيون مجموعة إثنية دينية غنوصية لا تزال قائمةً حتى اليوم، وتوجد في إيران والعراق، ومجتمعات الشتات في كل من أمريكا الشمالية وأوروبا الغربية وأستراليا.
شهد أواخر القرن التاسع عشر صدور دراسات متعاطفة ذات شعبية، استفادت من مصادر نصية أعيد اكتشافها حديثًا. كذلك شهدت تلك الحقبة إعادة إحياء إحدى الحركات الدينية الغنوصية في فرنسا. وقد أدى ظهور مكتبة نجع حمادي سنة 1945 إلى ازدياد حجم المواد المصدرية المتاحة بصورة هائلة. وكان لترجمتها إلى اللغة الإنجليزية وغيرها من اللغات الحديثة الأخرى في عام 1977 أن أتاح انتشارها على نطاق واسع، مما ترك أثرًا ملموسًا على عدة شخصيات معاصرة، وعلى الثقافة الغربية الحديثة بوجه عام. يسعى هذا المقال إلى تلخيص أبرز تلك الشخصيات والتيارات الحديثة التي تأثرت بالغنوصية، سواء قبل اكتشاف مكتبة نجع حمادي أو بعد ذلك.
كان قد نشأ أو أعيد تأسيس عدد من الهيئات الكنسية التي تعرّف نفسها على أنها غنوصية منذ الحرب العالمية الثانية، ومنها الكنيسة الغنوصية، والكنيسة اليوحناوية، والكنيسة الغنوصية الكاثوليكية، والكنيسة الغنوصية السرية، والكنيسة التوماوية، والكنيسة الغنوصية الإسكندرانية، والكنيسة الغنوصية الرسولية، والاتحاد الكاثوليكي الغنوصي، والكنيسة الفالانتينية القديمة، والكنيسة الكاثارية في ويلز، وكلية الأساقفة الغنوصيين في أمريكا الشمالية.

## أواخر القرن التاسع عشر
اكتشفت مواد مصدرية خلال القرن الثامن عشر. ففي عام 1769، جلب الرحالة الإسكتلندي جيمس بروس سفر بروس من صعيد مصر إلى إنجلترا، وأودعه لاحقًا في عهدة مكتبة بودليان في أكسفورد. وقبل عام 1785، اشترى المتحف البريطاني سفر أسكيو (المعروف أيضًا باسم بيستيس صوفيا) من ورثة الدكتور أسكيو. وقد نشر م. ج. شفارتزه سفر بيستيس صوفيا ونص الترجمة اللاتينية الخاص بسفر أسكيو في عام 1851. ورغم اكتشاف سفر برلين القبطي (المعروف أيضًا باسم سفر أخميم) في عام 1896، إلا أنه لم يعاد اكتشافه حتى القرن العشرين.

### تشارلز وليم كينغ
كان تشارلز وليم كينغ كاتبًا بريطانيًا وجامعًا للأحجار الكريمة القديمة التي تزينها النقوش السحرية. وقد بيعت مجموعته بسبب تدهور بصره، وقدمت إلى متحف المتروبوليتان للفنون في نيويورك في وقت لاحق سنة 1881. وقد اعتبر كينغ من أعظم خبراء الأحجار الكريمة في زمانه.
سعى كينغ في كتابه «الغنوصيين وآثارهم» (نشر سنة 1864، ونشرت الطبعة الثانية سنة 1887)، إلى برهنة أن الغنوصية لم تكن بدعةً غربيةً، بل أن أصولها تعود إلى الشرق، وتحديدًا إلى البوذية. وقد تلقت بلافاتسكي هذه النظرية بالقبول، واعتبرتها جديرةً بالتصديق، غير أن ج. ر. س. ميد قابلها بالرفض. فكان ميد يرى أن عمل كينغ «يفتقر إلى دقة المتخصص».

### مدام بلافاتسكي
كانت هيلينا بتروفنا بلافاتسكي، وهي مشاركة في تأسيس الجمعية الثيوصوفية، قد كتبت بإسهاب عن الأفكار الغنوصية. وقد بلغ طول مجموعة كتاباتها عن الغنوصية أكثر من 270 صفحة. وقد استشهد بالطبعة الأولى من كتاب كينغ «الغنوصيين وآثارهم» مرارًا، واقتبس منه في كتاب «كشف النقاب عن إيزيس».

### ج. ر. س. ميد
انتسب ج. ر. س. ميد إلى الجمعية الثيوصوفية التي أسستها بلافاتسكي سنة 1884. وترك مهنة التعليم سنة 1889 ليصبح سكرتيرًا شخصيًا لبلافاتسكي، وبقي في منصبه ذاك حتى وفاتها في عام 1891. ويرجح أن اهتمام ميد بالغنوصية كان قد أيقظته بلافاتسكي، التي ناقشته بإسهاب في كتاب «كشف النقاب عن إيزيس».
نشر ميد مقالًا متسلسلًا عن بيستيس صوفيا في مجلة لوسيفر في الفترة ما بين عام 1890 وعام 1891، وهي أول ترجمة إنجليزية لذلك العمل. حاجج ميد في مقال نشره عام 1891 لصالح استعادة الأدب والفكر الغربيين في الوقت الذي كانت فيه الثيوصوفية موجهةً في الغالب نحو الشرق، قائلًا أن استعادة التقاليد الغربية القديمة مثل عملًا تأويليًا «وتقديمًا للعدالة المتأخرة بحق الوثنيين والزنادقة، من رواد التقدم المذمومين والمنبوذين...»، وهو الاتجاه الذي سلكه عمله لاحقًا. وقد صدرت الطبعة الأولى من ترجمته لنص بيستيس صوفيا في عام 1896. نشر ميد سلسلة أخرى من المقالات في نفس المجلة الدورية تحت عنوان «بين غنوصيي القرنين الأول والثاني» خلال الفترة الممتدة ما بين عام 1896 وعام 1898، والتي شكلت الحجر الأساس لمجموعته الضخمة «شذرات من إيمان منسي»، الصادرة في عام 1900. نشر ميد سلسلةً من الترجمات المأخوذة من عمل «متون هرمس» في الفترة ما بين عام 1900 وعام 1905. ونشر خلال العام التالي مؤلفه «هرمس المعظم ثلاث مرات»، وهو عبارة عن أطروحة شاملة مؤلفة من ثلاثة مجلدات ضخمة. ونشرت سلسلة «أصداء الغنوص»، التي صدرت في اثني عشر كتيبًا سنة 1908. وكان قد نشر عددًا مؤثرًا من الترجمات، والشروح، ودراسات النصوص الغنوصية القديمة بحلول الوقت الذي غادر فيه الجمعية الثيوصوفية في عام 1909. «لقد جعل ميد الغنوصية في متناول الجمهور النبيه خارج الأوساط الأكاديمية»، فكانت أعمال ميد، وما تزال، تلقي بتأثير واسع النطاق.

### إحياء الكنيسة الغنوصية في فرنسا
بادر أمين مكتبة يدعى جول-بونوا ستانيسلاس دوانيل دو فال-ميشيل (المعروف باسم جول دوانيل) إلى تأسيس الكنيسة الغنوصية عقب سلسلة من الرؤى والاكتشافات الأرشيفية لوثائق مرتبطة بالكاثاريين. وقد تأسست الكنيسة رسميًا في خريف عام 1890 بباريس، استنادًا إلى وثائق كاثارية باقية، ومعها إنجيل يوحنا، وذلك فضلًا عن تأثره الشديد بعلم الكونيات السمعاني والفالنتيني. أعلن دوانيل «استعادة عصر الغنوصية». وقد استندت الطقوس الليتورجية على الشعائر الكاثارية، وكان كهنوتها مؤلفًا من الذكور والإناث، فضمت أساقفةً من الذكور وحكيمات من الإناث.
استقال دوانيل في عام 1895، واعتنق الرومانية الكاثوليكية، إذ كان من بين ثلة ممن انطلت عليهم خدعة ليو تاكسيل المناهضة للماسونية. وقد كشف تاكسيل الستار عن الخدعة سنة 1897. ثم أعيد قبول دوانيل في الكنيسة الغنوصية كأسقف سنة 1900.

## أواخر القرن العشرون والقرن الحادي والعشرون

### الحركة الغنوصية الجديدة في فنلندا
أسس بيكا سيتوين جمعية توركو للعلوم الروحية بتاريخ 1 سبتمبر سنة 1971. كان سيتوين يؤمن بالغنوصية الجديدة والثيوصوفية، وقد جمعهما مع معاداة السامية والشيطانية. بالنسبة له، كان كل من لوسيفر، والشيطان، ويسوع، خاضعين للموناد، ويمكن عبادتهم سويًا. وكان لوسيفر شخصيةً بروميثيةً خلقت البشر الأصليين ووهبتهم الحكمة ليرتقوا بمرور الزمن حتى يغدوا متساويين مع الآلهة، في حين خلق يهوه-الديميرج العرق اليهودي ليسلب لوسيفر سلطانه ويفرض سيادته على البشرية. كذلك تأثر سيتوين بالأبوكريفا المسيحية، مثل إنجيل يهوذا، وكان يرى في يسوع رسولًا للموناد وللوسيفر ضد الديميرج.